# Caoji, Anhui
Caoji (kinesiska: 曹集) är en köping i östra Kina. Den ligger i Funan härad i staden Fuyang i provinsen Anhui, omkring 160 kilometer nordväst om provinshuvudstaden Hefei. Antalet invånare är 32826. Befolkningen består av 15 177 kvinnor och 17 649 män. Barn under 15 år utgör 24,0 %, vuxna 15-64 år 67 %, och äldre över 65 år 8,0 %.